# Pachygnatha autumnalis
Pachygnatha autumnalis là một loài nhện trong họ Tetragnathidae.
Loài này thuộc chi Pachygnatha. Pachygnatha autumnalis được miêu tả năm 1884 bởi Marx.